# Venus in Seide
Venus in Seide är en operett i tre akter med musik av Robert Stolz och libretto av Alfred Grünewald och Ludwig Herzer. Den hade premiär på Operahuset i Zürich den 10 december 1932.

## Historia
Venus in Seide är en "ungersk-furstlig misstags-komedi". Handlingen med sina kärleksförvecklingar och element av förvirring innehåller "bra" roller för en primadonna, tenoren, buffaparet och den oumbärliga operettkomikern.
Till skillnad från Stolz tidigare operett Wenn die kleinen Veilchen blühen (1932), som innehöll inslag av Singspiel och revyelement, är Venus in Seide en ”klassisk sångoperett i tidens stil”. Verket är en av de musikaliskt påkostade operetterna av Robert Stolz. Stolt kryddade operetten med överdådig musik som också inkluderar körsatser och stora finaler. Större musikaliska ensembler, flera omfattande kärleksduetter mellan Jadja och främlingen samt utarbetade finaler bestämmer därmed den musikaliska sekvensen. Handlingen är fortfarande konventionell eftersom det är klart från början att de älskade kommer att få varandra och att det kommer att bli ett lyckligt slut. Även här, som i nästan alla operetter, bistås det älskande paret av ett musikaliskt rikt buffapar, Mizzi och Ladislaus.
Operetten Venus in Seide togs upp av flera scener, men i motsats till tidigare operetter av Stolz var den inte särskilt framgångsrik och har sedan dess nästan glömts bort. Endast enskilda sånger, till exempel Jadjas entrésång, har bevarats som solo-nummer för operettstjärnor. Verket visas fortfarande ibland på scenen idag.
Den framfördes på Oscarsteatern i Stockholm första gången den 26 oktober 1934 med titeln Furstinnan Jadja.